# Z Sagittarii
Z Sagittarii är en pulserande variabel av Mira Ceti-typ  i stjärnbilden Skytten. 
Stjärnan varierar mellan visuell magnitud +8,35 och 16,0 med en period av 450,41 dygn.